# Kwas nerwonowy
Kwas nerwonowy – organiczny związek chemiczny, kwas nienasycony należący do kwasów karboksylowych. Ma jedno wiązanie podwójne o konfiguracji Z.
Wykryty został w zwierzęcych cerebrozydach.